# Jonas Scharf
Pour les articles homonymes, voir Scharf.
Jonas Scharf est un dessinateur allemand de bande dessinée, il travaille principalement pour l'industrie américaine du comics.

## Publications
- Avengers of the Wastelands,
- Blood and Gourd,  Waxwork Comics.
- Bone Parish, scénario de Cullen Bunn, dessins de Jonas Scharf, Delcourt. Deux tomes.
- House of Waxwork, Waxwork Comics.
- King in Black (en) : Namor #1–5, scénario de Kurt Busiek, dessins de Ben Dewey et Jonas Scharf, 2020[1].
- Mighty Morphin Power Rangers, Boom! Studios.
- Power Rangers,
- Shattered Grid (en) #24-30, scénario de Kyle Higgins (en), Boom! Studios
- War for the Planet of the Apes, Boom! Studios.
- Warlords of Appalachia, Boom! Studios.